# محاصره بغداد (۱۷۳۳)
محاصره بغداد (۱۷۳۳) محاصره‌ای نسبتاً کوتاه اما پرتلفات بود که در جریان نخستین جنگ نادر با عثمانی در سال‌های پایانی سلسله صفوی روی داد. نتیجه این جنگ نه در بغداد، که در نبرد سامرا مشخص شد که در جریان آن، توپال عثمان پاشا موفق شد نیروهای ایران را در هم بکوبد و یکی از معدود شکست‌های نادر در کارنامه نظامی‌اش رقم بزند. با ورود نیروهای توپال عثمان پاشا، سربازان ایران به محاصره بغداد پایان دادند و متفرق شدند، اما در جریان نبردی که اندکی بعد در آق‌دربند روی داد، بازگشت معجزه‌آسایی داشتند و سربازان عثمانی را تار و مار کردند و فرمانده آنان نیز کشته شد. با این وجود، ایران از فتح بغداد بازماند.